# Mistrzostwa Świata w Piłce Nożnej 2018 (eliminacje strefy CONCACAF)/Grupa A

## Grupa A
| Lp. | Drużyna  | M | Mecze | Mecze | Mecze | Bramki | Bramki | Bramki | Pkt |
| Lp. | Drużyna  | M | W     | R     | P     | +      | −      | +/−    | Pkt |
| --- | -------- | - | ----- | ----- | ----- | ------ | ------ | ------ | --- |
| 1.  | Meksyk   | 6 | 5     | 1     | 0     | 13     | 1      | +12    | 16  |
| 2.  | Honduras | 6 | 2     | 2     | 2     | 6      | 6      | 0      | 8   |
| 3.  | Kanada   | 6 | 2     | 1     | 3     | 5      | 8      | −3     | 7   |
| 4.  | Salwador | 6 | 0     | 2     | 4     | 4      | 13     | −9     | 2   |

## Mecze
| 14 listopada 2015 03:00 CET | Meksyk · Guardado 7' · Herrera 42' · Vela 64' | 3:0(2:0)Raport | Salwador | Estadio Azteca, Meksyk Widzów: 57 623 Sędzia: Walter López Castellanos |
|                             |                                               |                |          |                                                                        |

| 14 listopada 2015 04:00 CET | Kanada · Larin 38' | 1:0(1:0)Raport | Honduras | BC Place Stadium, Vancouver Widzów: 2 108 Sędzia: Kevin Morrison |
|                             |                    |                |          |                                                                  |

| 17 listopada 2015 22:00 CET | Honduras | 0:2(0:0)Raport | Meksyk · 67' Corona · 73' Damm | Estadio Olímpico Metropolitano, San Pedro Sula Widzów: 35 209 Sędzia: Jhon Pitti |
|                             |          |                |                                |                                                                                  |

| 18 listopada 2015 02:30 CET | Salwador | 0:0(0:0)Raport | Kanada | Estadio Cuscatlán, San Salvador Widzów: 6 816 Sędzia: Mark Geiger |
|                             |          |                |        |                                                                   |

| 26 marca 2016 03:05 CET | Kanada | 0:3(0:2)Raport | Meksyk · 32' Hernández · 40' Lozano · 72' Corona | BC Place Stadium, Vancouver Widzów: 54 798 Sędzia: Kimball Ward |
|                         |        |                |                                                  |                                                                 |

| 26 marca 2016 02:05 CET | Salwador · Punyed 45+2' · Bonilla 89' | 2:2(1:1)Raport | Honduras · 19' Elis · 59' Lozano | Estadio Cuscatlán, San Salvador Widzów: 9 915 Sędzia: Javier Santos |
|                         |                                       |                |                                  |                                                                     |

| 30 marca 2016 04:30 CEST | Meksyk · Guardado 17' (k) · Corona 45+3' | 2:0(2:0)Raport | Kanada | Estadio Azteca, Meksyk Widzów: 64 430 Sędzia: Yadel Martinez |
|                          |                                          |                |        |                                                              |

| 30 marca 2016 03:05 CEST | Honduras · García 53' · Quioto 90+4' | 2:0(0:0)Raport | Salwador | Estadio Olímpico Metropolitano, San Pedro Sula Widzów: 38 000 Sędzia: Ricardo Montero |
|                          |                                      |                |          |                                                                                       |

| 2 września 2016 23:05 CEST | Honduras · Martínez 45+1' · Quioto 51' | 2:1(1:1)Raport | Kanada · 34' (k) James | Estadio Olímpico Metropolitano, San Pedro Sula Widzów: 39 000 Sędzia: Yadel Martinez |
|                            |                                        |                |                        |                                                                                      |

| 3 września 2016 04:05 CEST | Salwador · Larín 24' (k) | 1:3(1:0)Raport | Meksyk · 52' Moreno · 58' Sepúlveda · 73' (k) Jiménez | Estadio Cuscatlán, San Salvador Widzów: 24 500 Sędzia: Armando Villarreal |
|                            |                          |                |                                                       |                                                                           |

| 7 września 2016 04:00 CEST | Meksyk | 0:0(0:0)Raport | Honduras | Estadio Azteca, Meksyk Widzów: 41 008 Sędzia: Mark Geiger |
|                            |        |                |          |                                                           |

| 7 września 2016 04:00 CEST | Kanada · Larin 11' · Ledgerwood 53' · Edgar 90+2' | 3:1(1:0)Raport | Salwador · 78' Bonilla | BC Place Stadium, Vancouver Widzów: 20 726 Sędzia: Valdin Legister |
|                            |                                                   |                |                        |                                                                    |